# Чечевиця білоброва
Чечевиця білоброва (Carpodacus thura) — вид горобцеподібних птахів родини в'юркових (Fringillidae). Мешкає в Гіндукуші і Гімалаях.

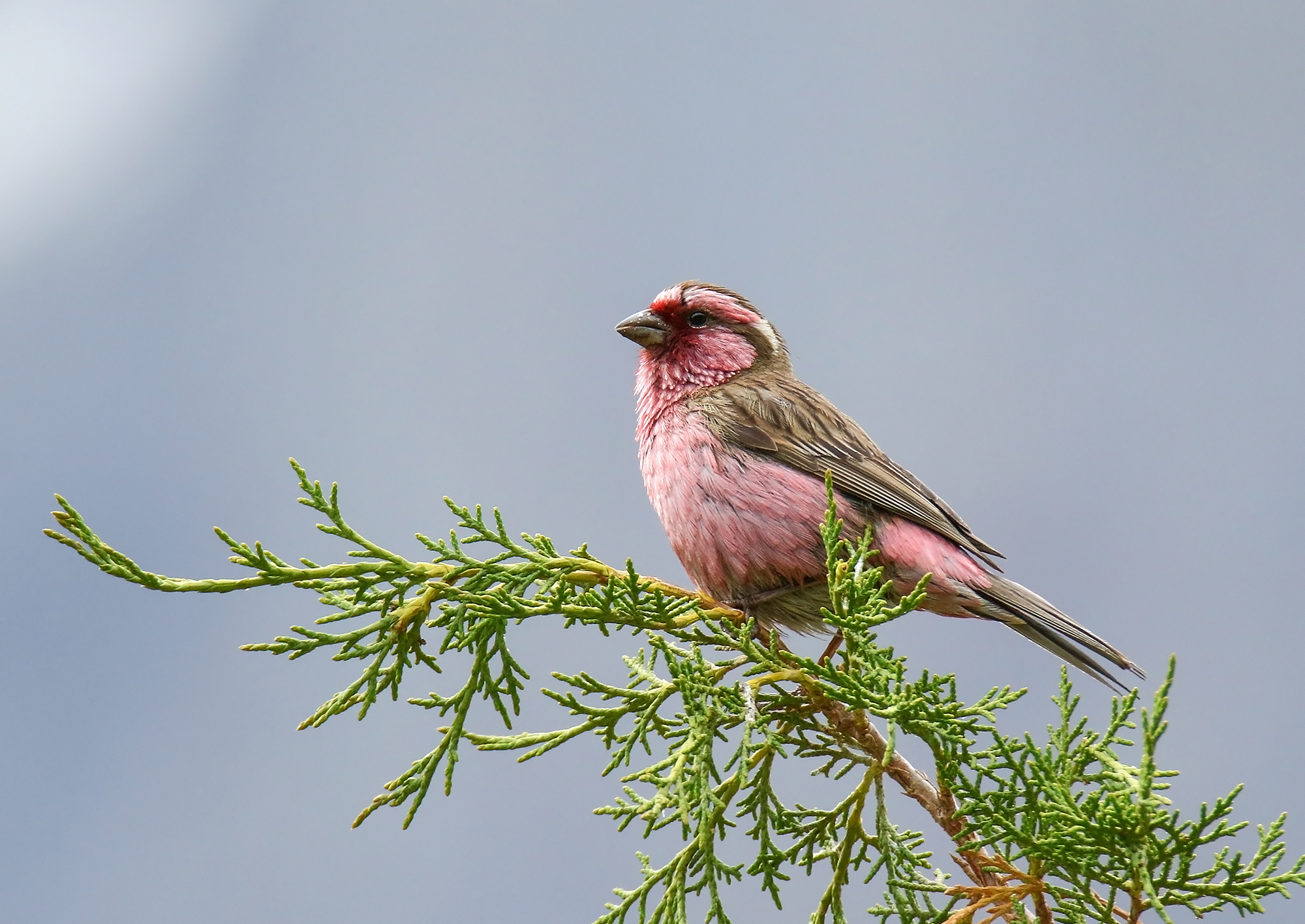
Самець білобрової чечевиці

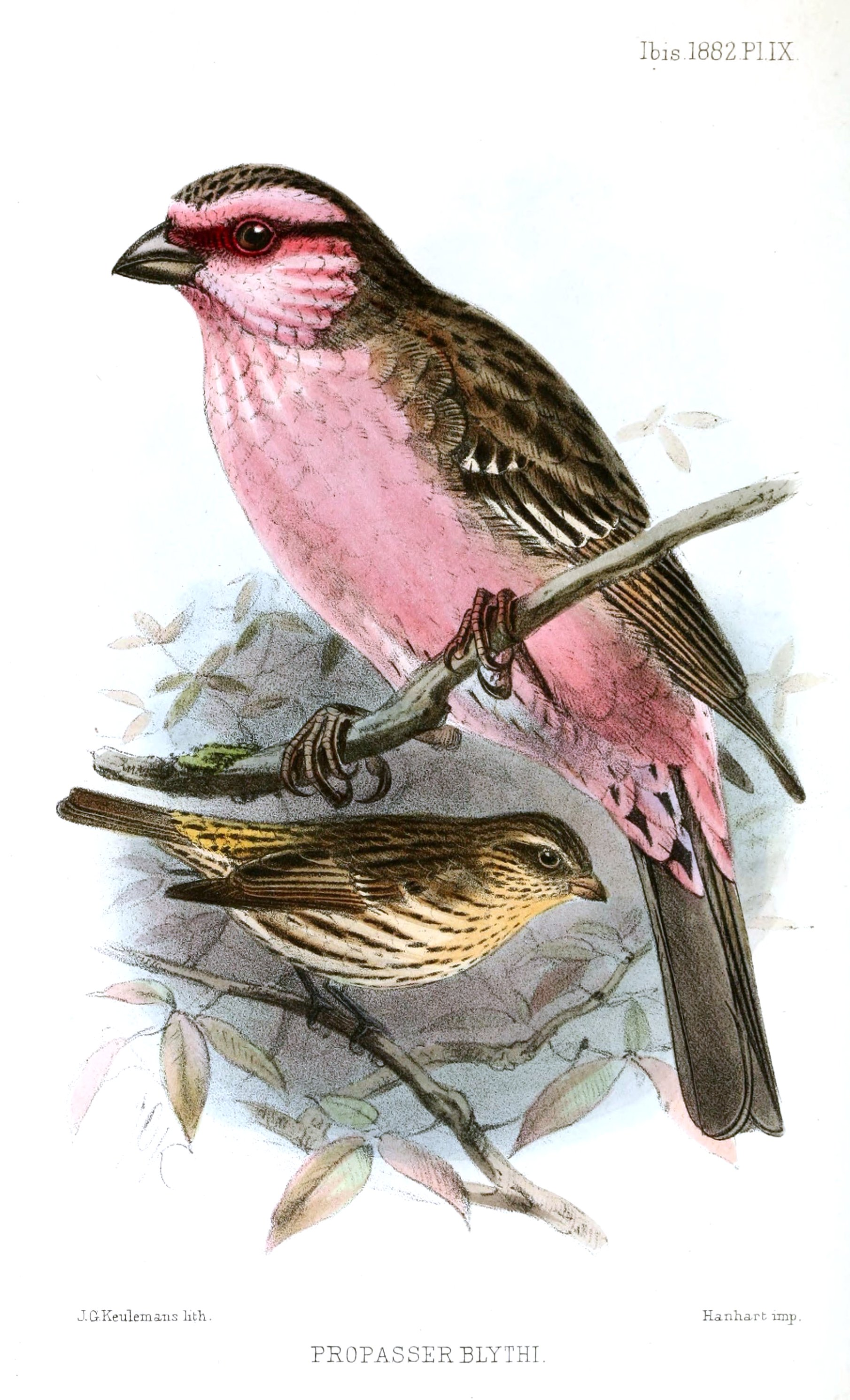
Пара білобрових чечевиць

## Опис
Довжина птаха 17-18 см, вага 24-36 г. Довжина крила у самців становить 81-87 мм, у самиць 80-83 мм, довжина хвоста у самців становить 75 мм, у самиць 65 мм, довжина дзьоба становить 14 мм. Виду притаманний статевий диморфізм.
У самців тім'я, потилиця і шия з боків коричневі, поцятковані темними смугами. Лоб, обличчя і горло темно-рожеві, пера на них мають білі або світло-рожеві кінчики, Над очима рожеві "брови". пера на яких мають білі кінчики, за очима вони білі. За очима широкі темно-коричневі смуги. Нижня частина горла, нижня частина тіла і надхвістя рожеві, боки мають коричневий відтінок, легко поцятковані темними смужками. Нижні покривні пера хвоста білі або рожевувато-білі, пера на них мають темні смуги на стрижнях. Спина і плечі коричневі, поцятковані темними смужками. Хвіст дещо роздвоєний, чорнувато-коричневий. Покривні пера крил темно-коричневі або чорнуваті з охристими або рожевуватими кінчиками. Махові пера чорнувато-коричневі з блідо-рожевими краями. Очі червонувато-карі, дзьоб і лапи сірі або темно-коричневі.
У самиць верхня частина голови, плечі і спина коричневі, поцятковані чорними смужками. Над очима охристі "брови", за очима широкі темно-коричневі смуги. Обличчя охристе, поцятковане темними смугами.  Підборіддя, горло і верхня частина грудей рудувато-коричневі, нижня частина грудей і живіт охристі або білуваті, гузка білувато-охриста, боки коричневі. Нижня частина тіла поцяткована темними смужками. Покривні пера крил чорнувато-коричневі з коричневими краями і охристими кінчиками, що формують на крилах дві смуги. Махові пера чорнувато-коричневі з тонкими коричневими або охристими краями. Надхвістя охристе або коричневе, пера на ньому мають темну центральну частину. Хвіст чорний, стернові пера мають тонкі коричневі края. Забарвлекння молодих птахів є подібним до забарвлення самиць.

## Підвиди
Виділяють два підвиди:
- C. t. blythi (Biddulph, 1882) — північно-східний Афганістан, північний Пакистан, Кашмір і північно-західна Індія;
- C. t. thura Bonaparte & Schlegel, 1850 — Непал, Сіккім, Бутан, Аруначал-Прадеш і південний Тибет.

Білолоба чечевиця раніше вважался конспецифічною з білобровою чечевицею, однак була визнана окремим видом.

## Поширення і екологія
Білоброві чечевиці мешкають в Афганістані, Пакистані, Індії, Непалі і Китаї. Вони живуть в гірських хвойних і мішаних лісах з густим підліском, в ріколіссях, високогірних рододендронових, ялівцевих і бамбукових заростях та на високогірних луках, на висоті від 2400 до 3330 м над рівнем моря в Гіндукуші і на висоті від 3800 до 4600 м над рівнем моря в Гімалаях. Взимку частина популяції мігрує в долини, на висоту 2400 м над рівнем моря. Зустрічаються парами або невеликими розрізененими зграйками до 20 птахів. Живляться насінням трав, пагонами, бруньками, ягодами (зокрема барбарисом і ожиною), плодами, іноді дрібними безхребетними. Сезон розмноження триває з кінця червня по серпень. Гніздо чашоподібне, в кладці від 3 до 6 яєць. Інкубаційний період триває приблизно 2 тижні, насиджують самиці. За пташенятами доглядають і самиці, і самці, вони покидають гніздо через 3 тижні після вилуплення.